# Kundlojalitet
Kundlojalitet (customer loyalty) avser inom marknadsföring kundens förhållande över tiden till ett visst varumärke, en viss leverantör, eller en viss butik. Två övergripande dimensioner i kundlojalitet kan urskiljas: kundens beteende och kundens mentalitet. Flera mer specifika indikatorer på kundens lojalitet finns inom ramen för dessa två dimensioner.

## Kundens beteende
Kundens beteende kan beskrivas i termer av hur länge kunden varit kund, hur ofta kunden kommer (frekvens), kundens inköpsvolym (exempelvis antalet liter bensin som kunden köpt, antalet mil som kunden flugit eller antalet kronor som kunden spenderar), djup (hur många olika produkter som kunden köper från samma leverantör) och kundandelen (hur stor andel av sina inköp som kunden väljer att förlägga hos en viss leverantör i förhållande till alla kundens inköp i en viss produktkategori). Kundens beteende i någon eller flera av dessa termer används ofta som utgångspunkt för företags lojalitetsprogram som belönar kundens beteende via kundkort.

## Kundens mentalitet
Kundens mentalitet avser psykologiska variabler som på olika sätt skapar band mellan kunden och en viss leverantör över tiden. Mer specifika variabler som är vanliga indikatorer på kundens mentalitet i en marknadsundersökning är attityd, preferens, engagemang, och intentioner. Just intentioner är antagligen den vanligaste indikatorn på kundlojalitet i undersökningssammanhang, t.ex. genom frågor av typen "Hur troligt är det att du skulle köpa igen från leverantören X?".

## Kundlojalitet - en mycket övergripande rubrik
Kundens lojalitet kan alltså komma till uttryck på många olika specifika sätt och dessa specifika sätt är inte alltid högt inbördes korrelerade. Det betyder att det inte finns en enda specifik indikator på kundens lojalitet som fångar in alla beteende- och mentalitetsaspekter samtidigt. "Lojalitet" är därmed en mycket övergripande rubrik som dessutom kan vara vilseledande, i termer av ett lågt informationsinnehåll, just därför att den omfattar så många olika uttryck (på samma sätt som till exempel rubrikerna "sjuk" och "brottslig").

## Orsaker till och effekter av kundlojalitet
Kundlojalitet antas vara en funktion av kundnöjdhet (dvs ju nöjdare kunden är, desto mer lojal blir kunden). Undersökningar där flera olika specifika typer av kundlojalitet mäts, och där man även mäter kundnöjdhet, visar dock att kundnöjdheten inte driver alla specifika typer av kundlojalitet lika starkt. Många undersökningar visar också att kundnöjdhet inte är den enda orsaken till olika former av kundlojalitet. En annan viktig orsakstyp är så kallade bytesbarriärer – olika faktorer som binder kunden vid en viss leverantör, trots att kunden inte är speciellt nöjd. Ett exempel är en marknadsstruktur med få leverantörer att välja mellan.
Kundlojalitet antas vidare påverka både kostnader och intäkter som den enskilda kunden genererar, vilket innebär att kundens lojalitet antas påverka hur lönsam kunden är för ett företag. Denna länk till lönsamhet är sannolikt en viktig anledning till att många företag intresserar sig för att försöka skapa lojala kunder. I olika undersökningar har man dock kunnat konstatera att olika specifika sidor av kundlojalitet inte driver kostnader och intäkter i samma utsträckning, vilket – återigen – innebär att den övergripande rubriken "lojalitet" kan vara vilseledande.
Genom att tilldela sina kunder ett kundkort får företagen tillgång till kundens köptransaktioner. Denna värdefulla information möjliggör det för företagen att skapa kundanpassade erbjudanden, vilket kan leda till en nöjdare kund. Genom tillgången på aktuell data kan kunden stimuleras till ökade antal köp.

## Systemstöd
För att kunna hålla reda på sina kunder krävs idag att man sätter kundlojaliteten i system. Det finns flera olika lösningar på marknaden med olika inriktning. För några företag är det viktigaste att butikernas kassasystem kan flytta information till databasen. För andra är det viktigt att kunna att systemet stöder bonusberäkning och bonuscheckar. 